# EA Montréal
EA Montréal ja kanadski proizvođač videoigara, u vlasništvu američkog Electronic Artsa. Sjedište podružnice je u Montréalu, Quebec. EA je tvrtku osnovao 17. ožujka 2004. Osnovao ju je Alain Tascan, bivši rukovoditelj tvrtki Ubisoft i BAM! Entertainment. EA Montréal je jedan od rijetkih primjera gdje je EA osnovao, a ne otkupio tvrtku. 2006. godine, kad je EA otkupio Jamdat, njegovo se središte u Montréalu premjestilo na lokaciju EA Montréala. Međutim, EA Montréal i EA Mobile Montréal rade odvojeno. 2007. godine, tijekom podjele Electronic Artsovih podružnica u četiri skupine, EA Montréal je poistao dijelom EA Gamesa (predsjednik Frank Gibeau). EA Montréal je proizvođač dviju popularnih serijala: Boogie i Army of Two, kao i ostalih, koji su nastali suradnjom s ostalim podružnicama Electronic Artsa.

## Videoigre
Videoigre koje je proizveo EA Montréal:
- SSX On Tour (listopad 2005.)
- NHL 07 (rujan 2006.)
- SSX Blur (veljača 2007.)
- Boogie (serijal videoigara)
- The Sims 3: High-End Loft Stuff (veljača 2010.)

## Vanjske poveznice
- EA Montreal na MobyGames